# Tom Brands
Thomas Nelson "Tom" Brands, (* 9. dubna 1968 v Omaze, Nebraska, USA) je bývalý americký zápasník – volnostylař, olympijský vítěz z roku 1996.

## Sportovní kariéra
Zápasení se věnoval od 12 letech v Sheldonu v státě Iowa společně se svým bratrem Terrym. Na volný styl se zaměřil na střední škole Sheldonu a později pokračoval na University of Iowa pod vedením Dana Gableho. V roce 1992 na univerzitě promoval. V roce 1993 poprvé reprezentoval Spojené státy a získal titul mistra světa. V roce 1996 na rozdíl od svého bratra uspěl v americké olympijské kvalifikaci na olympijské hry v Atlantě. Na olympijský turnaj vyladil formu, ve finále porazil rozdílem třídy Korejce Čang Če-songa a získal zlatou olympijskou medaili. Sportovní kariéru ukončil v roce 1997. Věnuje se trenérské práci.

## Výsledky
| Turnaj            | 1993        | 1994        | 1995        | 1996        |
| Turnaj            | 25          | 26          | 27          | 28          |
| Turnaj            | pérová váha | pérová váha | pérová váha | pérová váha |
| ----------------- | ----------- | ----------- | ----------- | ----------- |
| Olympijské hry    |             |             |             | 1.          |
| Mistrovství světa | 1.          | 11.         | 9.          |             |